# فيلي غيلبرت
فيلي غيلبرت (بالإنجليزية: Willie Gilbert)‏ هو كاتب سيناريو أمريكي، ولد في 1916 في كليفلاند في الولايات المتحدة، وتوفي في 2 ديسمبر 1980 في نيويورك في الولايات المتحدة.

## وصلات خارجية
- ويلي غيلبرت على موقع IMDb (الإنجليزية)
- ويلي غيلبرت على موقع ميوزك برينز (الإنجليزية)
- ويلي غيلبرت على موقع قاعدة بيانات برودواي على الإنترنت (الإنجليزية)
- ويلي غيلبرت على موقع قاعدة بيانات الفيلم (الإنجليزية)